# Мар'ям Наваз
Це пакистанське ім'я. Ім'я по батькові, а не прізвище по батькові; цю людину називають Мар'ям.
Мар'ям Наваз Шариф (урду مریم نواز (28 жовтня 1973 , Лахор ), також відома як Мар'ям Сафдар) — пакистанський політик і донька колишнього прем'єр-міністра Пакистану Наваза Шарифа. Спочатку Мар'ям була задіяна в сімейних благодійних організаціях. Однак у 2012 році вона пішла в політику і була призначена керівником виборчої кампанії під час загальних виборів 2013 року. У 2013 році її призначили головою молодіжної програми прем'єр-міністра. Однак вона пішла у відставку в 2014 році після того, як її призначення було оскаржено у Вищому суді Лахора.

## Ранній життєпис та навчання
Мар'ям народилася 28 жовтня 1973 року в Лахорі, Пакистан, в сім'ї Наваза Шарифа та Кулсум Батт.
Вона отримала початкову освіту в монастирі Ісуса і Марії в Лахорі. Вона хотіла стати лікарем, тому наприкінці 1980-х років вступила до Медичного коледжу короля Едварда; однак після того, як виникли суперечки щодо незаконного вступу, їй довелося залишити коледж, не отримавши диплом.
У 1992 році вона вийшла заміж за Сафдара Авана у 19-річному віці і взяла прізвище свого чоловіка Маріам Сафдар. У той час Аван служив капітаном в пакистанській армії і був офіцером безпеки Наваза Шарифа під час перебування останнього на посаді прем'єр-міністра Пакистану. Станом на жовтень 2017 року у неї троє дітей від Сафдара Авана: син Джунаїд та дві доньки Махнур і Мехр-ун-Ніса.
Закінчила бакалаврат в Університеті Пенджаба, де також здобула освітній ступінь магістра з літератури. У 2012 році захистила кандидатську дисертацію в Пакистані.
У 2014 році отримала освітній ступінь магістра (англійська література) та доктора філософії з політології Залишилося незрозуміло, чи її докторська ступінь була здобута У 2018 році вона подала диплом магістра англійської літератури, подавши документи до виборчої комісії Пакистану.
Після державного перевороту в Пакистані 1999 року вона чотири місяці перебувала під домашнім арештом, перш ніж разом із членами родини Шарифа була відправлена у вигнання до Саудівської Аравії.

## Політична кар'єра
До того, як зайнятися політикою, вона залишалася залученою в сімейну благодійну організацію і була головою Sharif Trust, Sharif Medical City та Sharif Education Institutes.
У листопаді 2011 року Шехбаз Шариф надала їй дозвіл приєднатися до політичної діяльності після того, як вона висловила намір брати участь у політичній діяльності. Під час свого політичного дебюту вона почала відвідувати заклади освіти, щоб виступати з промовами про розвиток освіти та права жінок.
У січні 2012 року вона написала в Твіттері: «Наразі я лише допомагаю Навазу Шарифу. Немає ніяких намірів займатися виборчою чи практичною політикою» Під час загальних виборів у Пакистані 2013 року вона була призначена відповідальною за передвиборчу кампанією Наваза Шарифа, де, як повідомляється, відігравала визначну роль.
Її вважали «спадкоємицею» Наваза Шарифа і «передбачуваним майбутнім лідером» Пакистанської мусульманської ліги (ПМЛ (Н)).
У листопаді 2013 року її призначили головою Молодіжної програми прем'єр-міністра. Однак її призначення було поставлено під сумнів пакистанською Tehreek-e-Insaf (PTI), яка назвала призначення випадком кумівства і звернулося до Високого суду Лахора в жовтні 2014 року. PTI також звинуватила її у зловживанні державними коштами для створення власного іміджу. 12 листопада 2014 року Високий суд Лахора наказав федеральному уряду звільнити її з посади. Наступного дня Мар'ям подала у відставку з посади голови правління.
У березні 2017 року вона увійшла до списку 100 жінок BBC. У грудні 2017 року вона увійшла до списку The New York Times 11 найвпливовіших жінок у всьому світі за 2017 рік The New York Times.
Вона стала політично активною в 2017 році після того, як її батько Наваз Шариф був дискваліфікований Верховним судом Пакистану у справі про «Панамські документи». Вона агітувала за свою матір Кулсум Наваз під час проміжних виборів у виборчому окрузі NA-120.
У червні 2018 року їй вручили квиток члена Пакистанської мусульманської ліги для участі в загальних виборах 2018 року від виборчого округу NA-127 (Лахор-V) і PP-173. У липні її засудили до 7 років в'язниці за звинуваченням у корупції в довідці про Авенфілд, поданій Національним бюро підзвітності. У результаті вона була позбавлена права брати участь у виборах на 10 років. Після чого ПМЛ (Н) висунула Алі Перваїза та Маліка Ірфана Шафі Хохара для участі у виборах 2018 року у виборчому окрузі NA-127 та PP-173Ю, відповідно.
8 серпня 2019 року Мар'ям Наваз заарештувало Національне бюро підзвітності Лахора за звинуваченням у корупції на цукрових заводах Чаудрі У листопаді 2019 року Вищим судом Лахора вона була звільнена під заставу за звинуваченнями в корупції на цукрових заводах Чахудрі.

## Справа «Панамські документи»
3 квітня 2016 року після витіку інформації так званих Панамських документів, стало відомо про діяльність Мар'ям разом із двома її братами, Хусейном Навазом та Хасаном Навазом. Відповідно до записів, виявлених Міжнародним консорціумом журналістів-розслідувачів (англ. ICIJ), Мар'ям була власницею фірм «Nielsen Enterprises Limited» та «Nescoll Limited», розташованих на Британських Віргінських островах і нібито власницею нерухомості у Сполученому Королівстві, спільно володіючи нею з братами. У відповідь Мар'ям заперечила, що володіє будь-якою компанією або майном за межами Пакистану, і сказала: «Мій брат призначив мене довіреною особою в одній зі своїх корпорацій, яка дає мені право розподіляти активи між сім'єю / дітьми мого брата Хусейна лише у разі потреби».
У вересні 2016 року пакистанська організація Tehreek-e-Insaf (PTI) подала петицію до Верховного суду Пакистану з проханням вжити заходів проти прем'єр-міністра Наваза Шарифа та членів його сім'ї за їх нібито причетність до скандалу з Панамськими документами. У січні 2017 року Мар'ям подала заяву до Верховного суду, в якій стверджувала, що не перебуває на утриманні свого батька Наваза Шарифа з моменту одруження в 1992 році. 16 лютого 2017 року адвокат Мар'ям визнав у Верховному суді, що вона володіла чотирма квартирами в Лондоні щонайменше шість місяців у 2006 році. 20 квітня Верховний суд оголосив роздільний вердикт і наказав сформувати спільну слідчу групу (JIT) для розслідування майна родини Шарифа на наявність порушень. 10 липня JIT подала свою доповідь до Верховного суду, в якій стверджувалося, що сім'я Шарифа має активи джерела походження яких невідомі. У своїй доповіді JIT зазначила, що Мар'ям ввела в оману Верховний суд, представивши підроблені документи, і заявила, що шрифт Calibri, використаний у декларації від 2006 року, заповненої Мар'ям, не був комерційно доступним до 31 січня 2007 року. Скандал отримав назву Fontgate.
Верховний суд оголосив про своє рішення 28 липня 2017 року і позбавив Наваза Шарифа права обіймати державну посаду, оскільки він не розповів про свою роботу в дубайській компанії «Capital FZE» у своїх номінаційних документах. Суд також зобов'язав Національне бюро звітності (НБЗ, англ. NAB) подати позов проти Шарифа та членів його сім'ї про звинувачення в корупції.
У вересні 2017 року НБЗ подало три заяви про корупцію проти Наваза Шарифа та його трьох дітей, у тому числі Мар'ям, згідно з вироком Верховного суду у справі «Панамські документи». У жовтні суд висунув звинувачення Навазу Шарифу, Мар'ям та її чоловікові в довідці про Авенфілд — одній із трьох справ про корупцію, поданих НБЗ, — яка стосується права власності на чотири квартири родини Шарифа в Авенфілді та квартирі на Парк-лейн у Лондоні. Провівши 107 слухань у справі Авенфілда з вересня 2017 року, суд відклав винесення вердикту у справі на 3 липня 2018 року.
6 липня 2018 року Національне бюро звітності засудило її до 7 років в'язниці та штрафу розміром два мільйони фунтів стерлінгів за звинуваченням у корупції у справі Авенфілда. Мар'ям Наваз одержала покарання строком 7 років за підбурювання та 1 рік та відмову від співпраці з НБЗ. У результаті вона була позбавлена права брати участь у виборах на 10 років. Суд постановив, що довірчі документи, представлені Мар'ям перед Верховним судом, були підробленими. Її батько Наваз Шариф та чоловік також були засуджені до десяти років і одного року в'язниці, відповідно. Суд також ухвалив рішення накласти арешт на квартири родини Шарифа в Авенфілді.
Наступного дня Мар'ям оголосила, що повернеться до Пакистану 13 липня, щоб подати апеляцію на рішення суду. Того ж дня НБЗ оголосила про арешт її та Наваза Шарифа після їхнього прибуття до Пакистану і отримала необхідний ордер на арешт. Вона разом із Навазом Шарифом була взята під варту НБЗ 13 липня після їхнього прибуття в міжнародний аеропорт Лахора Аллама Ікбал і доставлена повітряним транспортом до в'язниці Адьяла в Равалпінді. 26 липня вона оскаржила свій вирок у Вищому суді Ісламабаду та подала клопотання про звільнення під заставу. Наступного дня Вищий суд Ісламабаду відхилив її прохання про звільнення під заставу та відклав слухання до завершення загальних виборів у Пакистані 2018 року. Під час перебування під вартою вона багато читала книг.
21 серпня 2018 року федеральний уряд на чолі з Імраном Ханом включив її до списку контролю виїзду, щоб не допустити її виїзду з Пакистану. 11 вересня в Лондоні померла її мати Кулсум Наваз. Мар'ям разом з батьком і чоловіком були умовно-достроково звільнені з в'язниці Адьяла. Їх доправили до Лахора на похорон її матері. Повідомляється, що Мар'ям і його батько спочатку відмовилися від умовно-дострокового звільнення. Похорони Кулсум Наваз відбулися 14 вересня 2018 року 17 вересня Мар'ям разом з батьком і чоловіком повернулися до в'язниці Адьяла..
19 вересня 2018 року Вищий суд Ісламабаду оголосив свій вирок за клопотанням про звільнення під заставу і призупинив термін ув'язнення Мар'ям, її батька та чоловіка, а також ухвалив їх звільнити під заставу. Суд зобов'язав їх виплатити по 500 000 рупій кожному як заставу перед звільненням. Того ж дня їх звільнили з в'язниці Адьяла й доправили до Лахора.

## Особисте багатство
Хоча Мар'ям Наваз сказала, що у 2018 році у неї не було жодних активів за кордоном, не кажучи вже про їх наявність у Пакистані, у свідченні під присягою Мар'ям задекларувала свої активи на суму 845 мільйонів рупій.